# Lutzomyia larensis
Lutzomyia larensis är en tvåvingeart som beskrevs av Arredondo C. 1987. Lutzomyia larensis ingår i släktet Lutzomyia och familjen fjärilsmyggor.
Artens utbredningsområde är Venezuela. Inga underarter finns listade i Catalogue of Life.